# 251619 Ravenna
251619 Ravenna este o planetă minoră (asteroid) din centura de asteroizi. A fost descoperită pe 13 iunie 2009 la  de Fabrizio Tozzi⁠(d) și a fost numită după Ravenna. 
Obiectul prezintă o orbită caracterizată de o semiaxă mare de 2,6090373240395 UAi, o excentricitate de 0,1081541718548, o înclinație de 14,323357880761 ° în raport cu ecliptica.